# Павловка (Жашковский район)
Павло́вка (укр. Павлівка) — село в Жашковском районе Черкасской области Украины.
Население по переписи 2001 года составляло 866 человек. Почтовый индекс — 19221. Телефонный код — 4747.

## Местный совет
19221, Черкасская обл., Жашковский р-н, с. Павловка